# Milki-ramu
Milki-ramu (Milki-rāmu) – wysoki dostojnik za rządów asyryjskiego króla Aszurbanipala (668-627? p.n.e.), noszący na dworze królewskim tytuł rab kāṣirī („naczelnego krawca”); w 656 r. p.n.e. pełnił również urząd limmu (eponima). 
Był jedynym dostojnikiem noszącym tytuł rab kāṣirī, jaki kiedykolwiek pełnił urząd asyryjskiego eponima, co zdaje się wskazywać, iż musiała to być nagroda za jakieś szczególne zasługi dla króla. Na dworze asyryjskim rab kāṣirī pełnił często funkcje, które nie miały nic wspólnego z tymi, które wynikałyby z nazwy jego urzędu. W przypadku Milki-ramu jedną z takich funkcji mogła być rola królewskiego wysłannika, na którą zdaje się wskazywać jeden z zachowanych listów z archiwum królewskiego, w którym asyryjski król rozkazuje Babilończykom, aby ci stawiali się przed obliczem Milki-ramu, „naczelnego krawca”. Milki-ramu może być też nie wymienionym z imienia rab kāṣirī, który pojawia się w innych listach z tego archiwum, zawsze w kontekstach związanych z wydarzeniami w Babilonii. Jeden z listów opisuje podróż rab kāṣirī do Ur, gdzie miał zawieźć stół i lustro wykonane ze złota dla bogini Nikkal. W innym nieznany nadawca informuje króla o zarządzonych przez rab kāṣirī pracach budowlanych, które miały usunąć wyłom w murach miasta Kuta, uczyniony w trakcie rebelii Szamasz-szuma-ukina. W jeszcze innym liście rab kāṣirī występuje jako doręczyciel królewskiego listu do Kudurru, gubernatora Uruk. Jeżeli wszystkie te wzmianki dotyczą Milki-ramu, to zdają się one przedstawiać go jako ważnego królewskiego dostojnika działającego aktywnie w Babilonii. 
Nie wiadomo, czy jest jakikolwiek związek pomiędzy Milki-ramu a jego imiennikiem, który wymieniany jest w kontrakcie małżeńskim z Kalhu datowanym na 622 r. p.n.e. W kontrakcie tym, zawartym pomiędzy Milki-ramu, synem Abdi-Azuzi, a Amat-Astarti, zarządczynią dworu królowej (šakintu) z Nowego Pałacu w Kalhu, ta ostatnia zgadza się oddać Milki-ramu za żonę swą córkę Subetu. Dokument wylicza posag wnoszony przez pannę młodą oraz stwierdza, iż w razie odejścia Subetu od męża posag pozostanie przy nim, natomiast w przypadku odejścia Milki-ramu od żony ta otrzyma podwójną wartość posagu.